# ناآرامی مدنی

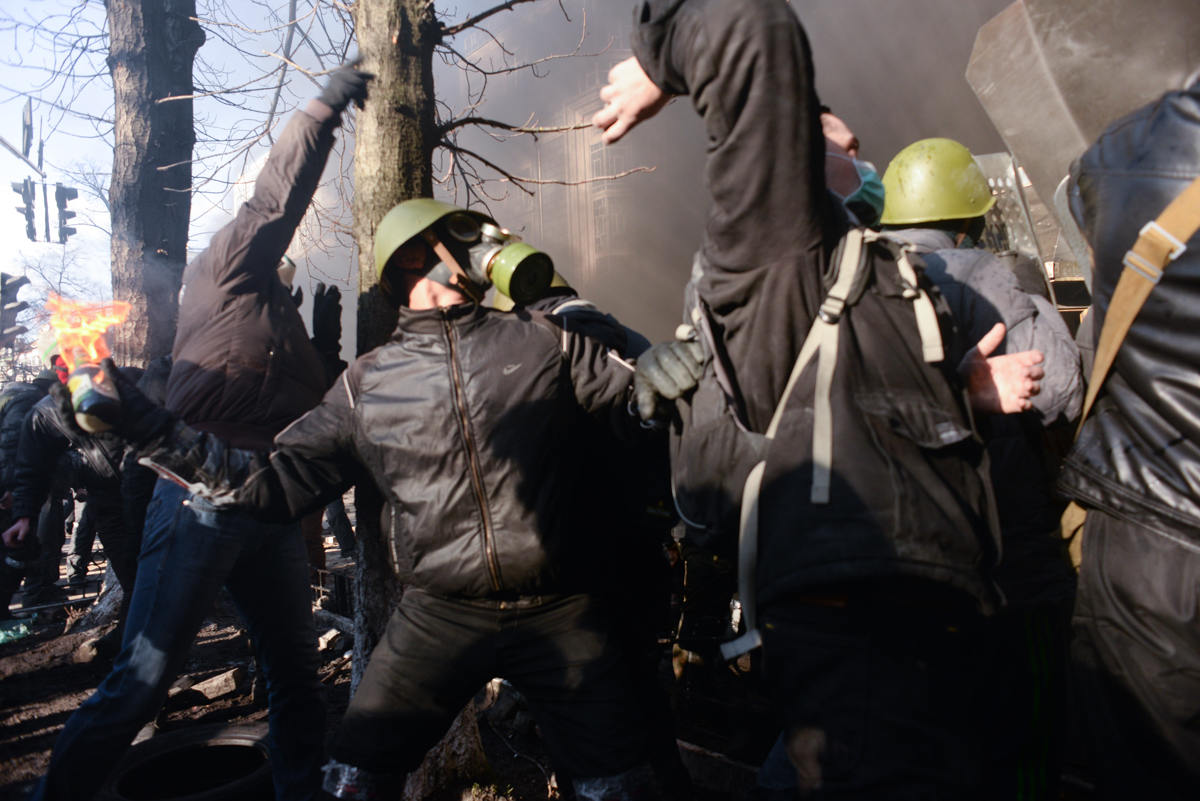
یک معترض با کوکتل مولوتف در کیف، اوکراین، در ۱۸ فوریه ۲۰۱۴

ناآرامی مدنی که به عنوان آشفتگی مدنی، ناهنجاری مدنی یا ناآرامی اجتماعی نیز شناخته می‌شود، وضعیتی است که از یک اقدام توده‌ای نافرمانی مدنی (مانند تظاهرات، شورش، اعتصاب، یا تجمع غیرقانونی) ناشی می‌شود که در آن مجریان قانون در حفظ اقتدار خود با مشکل مواجه هستند.